# Tony Maiello
Tony Maiello, all'anagrafe Antonio Maiello (Castellammare di Stabia, 15 marzo 1989), è un cantautore italiano.
Dopo aver esordito nel 2008 nel talent show di Rai 2 X-Factor ha pubblicato un EP l'anno successivo. Nel 2010 è stato proclamato vincitore della categoria Nuove Proposte del 60º Festival di Sanremo e ha pubblicato il suo album d'esordio.

## Biografia

### X Factor e il primo EP (2008-2009)
Nel 2008 ha partecipato alla prima edizione del talent show di Rai 2 X Factor; ha gareggiato nella squadra di Mara Maionchi e si è classificato quarto. Viene pubblicato il primo singolo: Mi togli il respiro.
Maiello viene messo sotto contratto dall'etichetta discografica indipendente Non ho l'età della Maionchi. Nel maggio del 2009 è stato così pubblicato il suo primo EP dal titolo Ama calma. Il primo singolo estratto è stato l'omonimo brano Ama calma, uscito nell'estate del 2009; a esso segue il singolo Fidati di me.

### La vittoria a Sanremo e la rescissione con la Non ho l'età (2010-2011)
Tony Maiello partecipa al Festival di Sanremo 2010 nella categoria “Nuova Generazione” e vince con la canzone Il linguaggio della resa.
Contemporaneamente alla partecipazione al Festival è stato pubblicato, oltre al singolo del brano sanremese, anche l'omonimo album Il linguaggio della resa. Alla realizzazione dell'album ha partecipato il maestro Fio Zanotti, che si è occupato non solo dell'arrangiamento, ma anche di accompagnarlo e di dirigerlo sul Palco di Sanremo. Il 9 aprile 2010 è stato pubblicato il secondo singolo dall'album, intitolato Come gli altri. Segue il singolo Echo con Brooke Borg.
Nei primi mesi del 2011 Tony Maiello decide di rescindere dal contratto con la Non ho l'età, dal momento in cui la sua casa discografica non intende pubblicare un secondo album per motivi economici.

### L'ingaggio con la Rosso al tramonto (2012-2014)
Nel 2012 avviene l'incontro con Sabatino Salvati della casa discografica Rosso al tramonto, e il 22 giugno è uscito il suo nuovo singolo intitolato Chi ha inventato i sentimenti, seguito da un altro singolo intitolato Farsi del male x sempre. Nel 2013 collabora con Simonetta Spiri nel pezzo Il resto è niente con cui duetta, il pezzo è contenuto nell'album Quella che non vorrei pubblicato il 2 aprile 2013. Il 10 maggio 2013 esce il nuovo singolo di Claudia Megrè Un punto e poi da capo di cui Tony è l'autore del testo e la cantano in duetto. Il 19 luglio 2013 esce il suo nuovo singolo S'incendia la testa. Nel 2013 prende parte allo Zecchino d'Oro condotto da Pino Insegno e Veronica Maya nelle vesti di giurato. Il 7 dicembre 2013 esce il singolo Aria di Natale.

### Le esperienze autoriali per altri cantanti (2015-2018)
Nel 2015 esordisce in veste di autore, scrivendo il brano 200 note per Laura Pausini, inserito nell'album Simili, pubblicato il 6 novembre. L'11 marzo 2016 esce il singolo di Francesco Renga Guardami amore, firmato da Maiello e inserito nell'album Scriverò il tuo nome. Il 28 ottobre 2016 esce l'album di Giorgia Oronero che contiene la traccia Credo firmata da Tony Maiello. Il 1º dicembre 2017 esce il singolo Come neve di Giorgia con Marco Mengoni, scritto dai due cantanti insieme a Tony Maiello e Davide Simonetta. Nel 2018 è tra gli autori di Centomila Volte di Einar, brano vincitore di Sanremo Giovani 2018, e di Muhammad Ali di Marco Mengoni.

### Il nuovo percorso artistico e il cambio del nome (2020-attualmente)
Nel 2020 con l'uscita del nuovo singolo Non fa mai male, cambia nome artistico in Majello. Il cantante lancia il suo nuovo progetto musicale all'insegna della libertà d'espressione e della voglia di divertirsi. proporre al pubblico un altro aspetto di sé e della propria personalità artistica. Majello è una sorta di suo alter ego. Il cantante racconta così il motivo di questo cambiamento: “Ho scelto il nome ‘Majello’ per dividere i miei lavori. In cuor mio mi è sempre piaciuto sperimentare, ma con il percorso che ho creato con ‘Tony Maiello’ è stato sempre abbastanza difficile proporre sound diversi da quelli con cui ho abituato le persone che mi seguono. Da qui nasce l’esigenza di creare un percorso alternativo, una sorta di doppia personalità“.
“‘Majello’ è tutto il contrario di ‘Tony Maiello’” – prosegue – “Con questo nuovo progetto darò totalmente libertà di espressione all’altra parte di me, quella rimasta sempre un po’ soffocata dalla scrittura tradizionale“.
Nello stesso anno esce un secondo singolo dal titolo Da quando non ci sei tu.
Nel 2021 esce il singolo Tic Tac.
Nel marzo 2023 esce il nuovo singolo Il cielo di Napoli, che anticipa il nuovo lavoro discografico Marea.

## Discografia

### Album
- 2009 - Ama Calma (EP)
- 2010 - Il linguaggio della resa
- 2018 - Spettacolo

### Singoli
- 2008 - Mi togli il respiro
- 2009 - Ama calma
- 2009 - Fidati di me
- 2010 - Il linguaggio della resa
- 2010 - Come gli altri
- 2010 - Echo (con Brooke Borg)
- 2012 - Chi ha inventato i sentimenti
- 2012 - Farsi del male x sempre
- 2013 - Un punto e poi da capo (con Claudia Megrè)
- 2013 - S'incendia la testa
- 2013 - Aria di Natale
- 2017 - In alto
- 2017 - Il mio funky
- 2017 - L'amore che conosco
- 2018 - Spettacolo
- 2018 - Terremoto
- 2018 - Tutta colpa mia
- 2020 - Non fa mai male
- 2020 - Da quando non ci sei tu
- 2021 - Tic Tac
- 2023 - Il cielo di Napoli

## Autore e compositore per altri cantanti
| Anno | Titolo | Artista                                                    | Pubblicazione               |         |
| --- | --- | ---------------------------------------------------------- | --------------------------- | ------- |
| 2009 | Una donna migliore (scritto con Gaudi, Anita Racca)                                                                                 | Yavanna                                                    | —                           |         |
| 2012 | Fragile (scritto con Paolo Meneguzzi, Giulio Vincenzo Iozzi e Filippo Zazzeri)                                                      | Paolo Meneguzzi                                            | Zero                        |         |
| 2013 | Il resto è niente (scritto con Enrico Palmosi)                                                                                      | Simonetta Spiri                                            | Quella che non vorrei       |         |
| 2013 | Un punto e poi da capo (scritto con Sabato Salvati e Antonio Mello)                                                                 | Claudia Megrè e Tony Maiello                               | Da domani                   |         |
| 2015 | 200 note (scritto con Lorenzo Vizzini Bisaccia)                                                                                     | Laura Pausini                                              | Simili                      |         |
| 2016 | Zero gravity (scritto Lorenzo Fragola, Riccardo Di Paola e Antonio Filippelli)                                                      | Lorenzo Fragola                                            | Zero Gravity                |         |
| 2016 | Land (scritto con Lorenzo Fragola, M. Lily, Antonio Filippelli e Dario Faini)                                                       | Lorenzo Fragola                                            | Zero Gravity                |         |
| 2016 | Guardami amore (scritto con Francesco Renga, Sabato Salvati, Enrico Palmosi)                                                        | Francesco Renga                                            | Scriverò il tuo nome        |         |
| 2016 | Scriverò il tuo nome (scritto con Francesco Renga, Michele Canova Iorfida e Michael Tenisci)                                        | Francesco Renga                                            | Scriverò il tuo nome        |         |
| 2016 | Cancellarti per sempre (scritto con Francesco Renga e Sabato Salvati)                                                               | Francesco Renga                                            | Scriverò il tuo nome        |         |
| 2016 | Tempesta (scritto con Alex Andrea Vella, Lorenzo Vizzini Bisaccia e Antonio Filippelli)                                             | Raige                                                      | Alex                        |         |
| 2016 | Credo (scritto con Daniele Rea, Enrico Palmosi e Domenico Abate)                                                                    | Giorgia                                                    | Oronero                     |         |
| 2017 | Così com'è (scritto con Lele) | Lele                                                       | Costruire 2.0               |         |
| 2017 | Come neve (scritto con Giorgia, Marco Mengoni e Davide Simonetta)                                                                   | Giorgia feat. Marco Mengoni                                | Oronero Live                |         |
| 2017 | Non passa mai (scritto con Francesco Renga, Marco Rettani, Michele Iorfida)                                                         | Francesco Renga                                            | Scriverò il tuo nome - Live |         |
| 2017 | Il cuore fa rumore (scritto con Michael Tenisci, Enrico Palmosi)                                                                    | Marco Colonna                                              | —                           |         |
| 2017 | Niente di logico (scritto con Enrico Palmosi, Davide Simonetta)                                                                     | Marco Carta                                                | Tieniti forte               |         |
| 2017 | Non te ne vai mai (scritto con Enrico Palmosi, Giacomo Dati, Valentina Ottoboni, Gianmarco Soldi)                                   | Thomas                                                     | Thomas                      |         |
| 2017 | 2018 | Illuminami (scritto con Enrico Palmosi e Sabatino Salvati) | Annalisa                    | Bye Bye |
| 2017 | 2018 | Ed io (scritto con Simonetta Spiri)                        | Valerio Scanu               | Dieci   |
| Chi ama non dimentica (scritto con Sabato Salvati, Enrico Palmosi)                                          | 2018 | Einar                                                      | Einar                       |         |
| Notte d'agosto (scritto con Sirius, Enrico Palmosi)                                                         | 2018 | Einar                                                      | Einar                       |         |
| Un po' di tempo (scritto con Enrico Palmosi, Marco Rettani e Sabatino Salvati)                              | 2018 | Valerio Scanu                                              | Dieci                       |         |
| Il coraggio di andare (scritto con Laura Pausini, Sabato Salvati, Enrico Palmosi e Marco Rettani)           | 2018 | Laura Pausini                                              | Fatti sentire               |         |
| Cadere Piano (scritto con Enrico Palmosi, Sabato Salvati)                                                   | 2018 | Alessandra Amoroso                                         | 10                          |         |
| Buona fortuna (scritto con Piero Romitelli, Luca Serpenti, Benjamin Mascolo e Federico Rossi)               | 2018 | Benji e Fede                                               | Siamo solo Noise            |         |
| Universale (scritto con Piero Romitelli, Davide Epicoco, Klaus Restàini, Benjamin Mascolo e Federico Rossi) | 2018 | Benji e Fede                                               | Siamo solo Noise            |         |
| Centomila volte (scritto con Ivan Bentivoglio e Enrico Palmosi)                                             | 2018 | Einar                                                      | Parole nuove                |         |
| 2019 | Parole nuove (scritto con Enrico Palmosi, e Nicola Marotta)                                                                         | Einar                                                      | Parole nuove                |         |
| 2019 | La poesia di un imprevisto (scritto con Davide Simonetta, Andrea Vigentini ed Enrico Palmosi)                                       | Einar                                                      | Parole nuove                |         |
| 2019 | I'm sorry (scritto con Alessandra Zuccaro, Simone Cassano ed Enrico Palmosi)                                                        | Einar                                                      | Parole nuove                |         |
| 2019 | L'amore con parole nuove (scritto con Enrico Palmosi, Nicola Marotta e Simone Baldasseroni)                                         | Einar                                                      | Parole nuove                |         |
| 2019 | Muhammad Ali (scritto con Davide Simonetta, Marco Mengoni e Piero Romitelli)                                                        | Marco Mengoni                                              | Atlantico                   |         |
| 2019 | L'amore si sente (scritto con Enrico Palmosi e Sabatino Salvati)                                                                    | Alberto Urso                                               | Solo                        |         |
| 2020 | Vorrei proteggerti dal mondo (scritto con Federico Nardelli, Leonardo Cristoni, Michele Merlo, Simone Cremonini e Giordano Colombo) | Michele Merlo                                              | Cuori stupidi               |         |
| 2020 | Una vita da Bomber (scritto con Piero Romitelli, e Vincenzo Colella)                                                                | Bobo Vieri, Lele Adani e Nicola Ventola                    | —                           |         |
| 2020 | Lo stesso cielo | I Desideri                                                 | —                           |         |